# Помаци
Помаци (на гръцки: Πομάκοι, Помаки, на турски: Pomaklar, Помаклар), или българи мюсюлмани, известни в България и като българи мохамедани, наричани в миналото в България българомохамедани, е наименование, използвано за обозначаване на население, чийто майчин език е българският и чиято религия е ислямът. Те живеят на Балканския полуостров – в България, Турция, Гърция, Северна Македония, Албания и Косово. Помаците имат българско, помашко, турско, македонско и албанско самосъзнание. Традиционно до средата на 19 век българоговорещите мюсюлмани смятат себе си за част от ислямския миллет, а с разрастването на национализма в Османската империя започват да се приемат за турци. Една част от помаците се идентифицират на база самосъзнание като такива, но на официалното преброяване на населението в България през 2001 г. нито един гражданин не е определил етническата си група като „помашка“; преобладаващата част от живеещите в България българоезични мюсюлмани определят етническата си група като българска (131 531 души), а останалата част я определят като турска. Според изследване на проф. Евгения Иванова към 2011 година 26% от помаците в България се самоопределят като българи, 5% като турци, а 69% като етнически различни, от които различни, половината се определят като помаци.
Най-разпространено е мнението, че помаците са наследници на българи християни, приели исляма по време на османското владичество на Балканския полуостров.
По-рядко названието „помаци“ се използва и за мюсюлмански общности, чийто майчин език е различен от български, например гръцки, сръбски или влашки, но за тях винаги в България се пояснява гръцки помаци (валахадите вижте например Лялево), или сръбски помаци (бошняците) или влашки помаци (вижте Нъте).
Според експертни оценки се счита, че помаците на Балканите са около 500 000 човека.

## Названия и самоназвания
Помаците не представляват единна общност и нямат общо самоназвание. В различните балкански държави и в различните области се използват и различни локални външни обозначения – ахряни, аповци, бабечани, боганци, гаджели, горани, дилсъзи, жупани или жупци, мърваци, поганци, потурнаци, рупци, торбеши, чеченци или чечлии и др.
В България се е използвал терминът българи мохамедани също и българо-мохамедани, който би трябвало да е въведен за разграничаването на общността от мюсюлманите, неговорещи български като майчин език – турци, цигани, татари и така нататък. От друга страна терминът българи мохамедани често е отхвърлян, не толкова защото една страна част от представителите на общността въпреки българския си език и произход нямат ясно българско съзнание, а най-вече защото е неточен и самите помаци възприемат термина донякъде като обиден, тъй като според тях това означава, че Мохамед, а не Аллах е техният Бог. Коректният научен термин, употребяван в България е българи мюсюлмани, негови регионални варианти са:
- Аповци – така се наричат българите мюсюлмани в Кичевско, Северна Македония. Етимологията на названието идва от албанската дума за брат. Предполага се, че названието им е дадено от съседното албанско население.
- Ахряни – название на българите мюсюлмани в Родопите (Смолянско и др.) и в Беломорска Тракия. Етимологията на думата според някои учени като Борис Дерибеев произлиза от средновековното название на Родопите и по-специално на Източните Родопи Ахрида/Ахридос и османското име Ахърчелеби. Друга версия за произхода на названието е от наименованието на тракийското племе агриани.
- Бабечани – така се наричат българите мюсюлмани в района на Бабяк.
- Лущеници – така се наричат местните българи мюсюлмани в Белица.
- Рибанци – така се наричат българите мюсюлмани в района на село Рибново.
- Гаджели – така наричат българите мюсюлмани в района на град Гоце Делчев.
- Горани – така се наричат българите мюсюлмани в района на Шар планина в областта Гора в Косово, помежду си често се наричат и „нашенци“ за да избегнат натиска да бъдат определяни и като бошняци в бивша Югославия.
- Дилсъзи – наименование на българите мюсюслмани в района на Тиквешията, днес Северна Македония. Произходът на думата се обяснява като „безезици“, т.е. „без език“. Предполага се, че това наименование е дадено на местните българи мюсюлмани от турското население като упрек, че не говорят турски език.
- Жупани (по-точно Жупяни) или Жупци – така наричат българите мюсюлмани, сродни на Гораните в района на Призрен – Средска Жупа в Косово.
- Мърваци – така се наричат българите мюсюлмани от Мървашките села в района на град Сяр, Малешевско, Зъхна, Демир Хисар и Мелник. Мърваци е име на едно от славянските племена от българската група, съседно на Смолените. Според Васил Кънчов това название има свръзка с рударството. „Мърва“ наричат тамошните хора ситнеж от въглища. И мърваци първоначално трябва да са се наричали само въглярите, „угляри“ в Кратовско. Сега думата „мърваклък“ се употребява често вместо рударство. Този регионим важи както за българите мюсюлмани, така и за българите християни в споменатите райони.

- Помаци – название на българите мюсюлмани в Северна България в района на Ловеч, Бяла Слатина и в по-голямата част от Западните Родопи и Македония.
- Торбеши – название на българите мюсюлмани в Западна Македония, в района на Шар планина, Скопско и Дебърско. Названието торбеши е най-старо от всички екзоними на помаците. То произхожда от времето преди потурчването и е давано на павликяните и богомилите еретици, които най-лесно приемат исляма. Павликяните и богомилите често носят торба на рамо за просия и затова българите ги наричат торбеши, а гърците фундаити (от фунда, торба). Названието се запазва и след потурчването.[10]
- Чѐченци, Чечлии или Чешлии така се наричат българите мюсюлмани в района на областта Чеч.[11] Чешлиските са и един от родовете в близката до Чеч Доспатска община. В Доспатско наименованието чеченци не е разпространено.

## Местоживеене

### България
В България най-голям брой българоговорещи мюсюлмани живеят в Родопите – в област Смолян, област Кърджали, област Хасково, област Пазарджик и област Благоевград.
В област Бургас помаци има в Община Руен – село Скалак и село Череша, в Община Сунгурларе – село Босилково и село Манолич. В Община Айтос представители на помаците има в село Тополица, където те съставляват по-голямата част от населението и съжителстват с турци и българи християни. Всички те са преселници от община Смолян, Златоград, Мадан и Рудозем. Преобладаващ брой помаци има и в селата от община Хасково – Малево, Криво поле, Мандра, Корен. Всички те са преселници от област Смолян (община Баните, община Чепеларе, община Рудозем, както и от кърджалийското село Аврен. Значителен брой помаци има и в община Казанлък главно в селата – Копринка, Крън, Хаджи Димитрово и др., отново преселници от смолянската община Баните. Преселници има и в други райони на България, като сред тях има и интернирани още от 1949 година. Такива са например българите мюсюлмани (българо-мохамеданите) от община Златарица, област Велико Търново. В по-голямата си степен преселването започва от 1954 година и оттогава продължава.
В Разградска област помаци има в селата около община Лозница, като някои от тях са населени и само с българо-мохамедани. Всички те са преселници от Родопите, преселили се от края на 50-те до началото на 70-те най-масово.
Група български мюсюлмани (първоначалните носители на регионима помаци) живеят в Ловешко и Великотърновско и представляват компактно население в селата Галата, Градежница, Глогово, Бабинци, Калайджии, Резач и Шивачево. В селата Кирчево, Български извор, Торос и Горско Ново село те са мнозинство. Помаците в Ловешко се самоопределят освен като помаци също така и като българи, или дори турци. В Борима, Румянцево, Добревци, Кнежа и Бяла Слатина също живеят помаци. Има ги и в отделни села в района. Една част от тях са интернирани от Родопите през 1949 г., а други са местни жители. Помаци има и в град Сливо поле област Русе.
Българите мюсюлмани не представляват хомогенна общност в България и нямат единно самосъзнание. Една малка част от тези, които живеят в Централните Родопи, са предимно нерелигиозни и имат български християнски имена в резултат от последиците на Възродителния процес. Много малка част от тях приемат християнството след 1990 г. Голямата част от българите мюсюлмани в Централните Родопи се самоопределят като „българи“ като етнос и „мюсюлмани“ по вероизповедание, а друга част като помаци.
Онези, които са в Пиринско и Югозападните Родопи – Разложко, Гоцеделчевско и Чеча – са предимно вярващи и практикуващи мюсюлмани и са запазили турско-арабски имена, облекло и обичаи. Част от тях изявяват турско съзнание на преброяването от 2001 г., макар и да посочват като майчин език българския.
Българоговорещите мюсюлмани в Ловешко се самоопределят като „помаци“, турци или като българи.
Общият брой на мюсюлманите в България, които са се определили като българи при преброяването от 2001 година, е 131 531.

### Гърция
В Гърция българоезичните мюсюлмани живеят в региона Западна Тракия (в миналото префектури, а сега вече регионални единици, Ксанти, Родопи и Еврос). Живеещите до началото на 20 век в други области на Гърция са преселени през 20-те години по силата на Лозанския договор в Западна Тракия /европейската част на Турция/ или в Турция.
Българоговорещата мюсюлманска общност в Гърция е до голяма степен турцизирана. От 1990 г. гръцката държава прави опити да създаде отделна помашка идентичност, поради страха от засилващото се турско влияние в Беломорска Тракия. През 1995 – 1996 година са издадени гръцко-помашки речник и „Граматика на помашкия език“, от 2011 година по местен телевизионен канал започват новинарски емисии на „помашки език“, а властите и различни общественици и журналисти обявяват тази общност за „смесица от турци, българи и гърци“, за „славяноезични гърци мюсюлмани“ или за „потомци на траките“.
При преброяването от 2001 година в Гърция като помаци са се идентифицирали 36 000 души:
- 23 000 в Регионална единица Ксанти
- 11 000 в Регионална единица Родопи
- 2000 в Регионална единица Еврос

Освен това значителна част от 54 000 души, обявили себе си за турци (10 000 в Ном Ксанти, 42 000 в Ном Родопи и 2000 в Ном Еврос), са помаци.
По данни на Общогръция помашки съюз помаците в Беломорието са около 80 хил. души. Ахмед Имам, лидер на организацията в Ксанти заявява:

„За 2 – 3 месеца можем да се научим да четем на български, граматиката знаем, това ни е майчин език.“

### Турция
Голяма група и цели села българоговорещи мюсюлмани живее в Източна Тракия (Турция), като те са най-много в Люлебургаско и Одринско. Това са предимно потомци на помаци изселници от загубените балкански владения на Османската империя. Те не са признати от турската държава за етническо малцинство и са силно турцизирани, тъй като нямат възможност за образование и културна дейност на майчин език. Някои от тези изселници имат помашко самосъзнание.
В Анадола помаците живеят най-вече в Истанбул и около град Бурса. Друга голяма част от прогонените помаци от България в периода 1878 – 1912 г. живеят в градовете Одрин, Чанаккале, Измир и в околните села на тези градове. През 50-те години на 20-и век група помаци поради силните си религиозни убеждения е интернирана в Сирия, където се заселва в близост до град Халеб.

#### Градове
Градове, които са с компактно българско (помашко) население: Истанбул, Родосто, Хайраболу, Одрин, Хавса, Енос, Кешан, Узункьопрю, Есетже, Йени Карпузлу (Yeni Karpuzlu), Султан (Sultan), Ибръктепе, Лозенград, Бунархисар, Пехливанкьой, Кофчаз, Люлебургас, Малък Самоков, Бабаески, Бига, Йенидже. Маниса – в града има заселени много помаци от Вардарска Македония след Втората световна война.

#### Села
Села, които са с компактно българско (помашко) население:
Вилает Одрин (вилает Едирне):
- Околия Едирне – Орхание(Orhanie), Йеникадън (Yenikadin)
- Околия Хавса – Азатлъ, Шербетар, Наипюсуф
- Еноска околия – Султанидже, Коджаали (Cocaali)
- Кешанска околия – Тодорич, Акъджа, Курткьой, Сулуджа, Гьокчетепе (Gokcetepe, Mavros), Чамлиджа (Camlica, Grabuna), Бегендък (Begendik), Буюкдоганджа (Buyukdoganca), Челтък (Celtik), Чобанчешмеси, Караджаали (Karacaali), Карахисар (Karahisar), Къзкапан, Кючюкдоганджа (Kucukdoganca), Пърнар, Йешилкой (Yesilkoy)
- Околия Узункьопрю – Бейкьой, Хасанбунар, Султансах, Телишман, Турнаджик, Куртбей, Залъф, Сазлъмалкоч, Кадъкьой, Ягмурджа, Башгьол (Basagil, Kucukmandira), Елмалъ, Мухаджиркадъ (Muhacirkadi), Сипахи (Sipahi), Чопово, Чалкьой, Сюлеймание, Карабюрчек, Карапънар (Karapinar),
- Околия Мерич – Субаши (Subasi), Каваклъ, Адасарханлъ (Adasarhanli), Кюплю (Kuplu, Koplo), Карахамза, Хъсърджъарнавудкьой, Серем, Караюсуфлу (Karayusuflu)
- Околия Ипсала – Коджахадър, Сарпдере (Sarpdere), Хаджикьой (Hacikoy, Haci), Коюнйери.

Вилает Лозенград (вилает Къркларели):
- Лозенградска околия – Паспалово, Ениджия, Ялакдере.
- Околия Бунархисар – Урумбеглия, Курудере, Пойрали, Йенидже, Тузаклии (Tozakli).
- Околия Пехливанкьой – Куштепе, Доганджа(Doganca).
- Околия Люлебургас – Киркьой (Kirikoy), Караагач (Karaagac), Мандарица, Ертугрул, Ченгекьой (Cengerli, Cengelli).
- Околия Малък Самоков – Армутверен, Армаган (Armagan), Сарпдере, Бозташ, Инджесърт, Дерекьой (Derekoy).
- Околия Бабаески – Козбунар, Мандра, Катранджа, Бурнусус, Наимкьой, Алпулу.
- Околия Виза – Пенека, Чакълъ (Cakilli), Ятрос, Доганджа (Doganca).

Вилает Родосто (вилает Текирдаг):
- Малгарска околия – Правчас, Балабанкуру, Балъкьой, Букрово, Буйнак, Девели, Девели Енидже, Екдемир, Керман, Кючукхадър, Хереке, Чаушкьой, Яйлакьой, Ясякьой.
- Хайреболска околия – Шолгамлъ, Черкезмюселим, Баткън, Данъшман, Перинчешме (Princesme), Попкьой.

Вилает Истанбул:
- Околия Силиврия – Аврен

Вилает Чанаккале:
- Околия Бига – Абдиага (Abdiaga), Аккайрак (Akkayrak), Акпънар (Akpinar), Арабаалан (Arabaalan), Джамиалан (Camialan), Чешмеалтъ (Cehme alti), Елмалъ (Elmali), Харманли или Фъълък (Harmanli), Хавдан (Havdan), Ълъджабашъ (Ilicabasi), Ъшъкели или Ешекчи (Isikeli), Илясалан (Ilyasalani), Искендеркьой (Iskenderkoy), Капанбелен (Kapanbeleni), Кайнарджа (Kaynarca), Саръкая (Sarikaya), Йеничифлик или Беледие (Yeniciftlik), Йолинди (Yolandi), Йешилкьой или Чилингър махалеси (Yesilkoy), Ейбекли (Eybekli), Гюндогду или Каранти (Gundogdu), Гювемалани (Guvemalani), Четал Тепе или Кьоклю су, Селви(Selvi).
- Околия Чан – Илясагачифликчи (Ilyasagaciftligi), Яйкън Каршияка махале или Яйкън (Yaykin).
- Околия Йенидже – Карадору (Karadoru), Чал (Cal).
- Околия Гелиболу – Йеникьой (Yenicoy), Дегирмендюзю, Байрамич (Bayramic), Тайфуркьой.

### Северна Македония
Българоговорещи мюсюлмани живеят и в Северна Македония, предимно в нейните западни части – Мала река и община Център Жупа, Дебърско, в Кичевско, Стружко, в областта Торбешия, Скопско и другаде, но са подложени на различни етнокултурни влияния – турцизация, македонизация и албанизация. В Северна Македония българоговорещите мюсюлмани са наричани торбеши. Според Афанасий Селишчев торбеши наричат потурчените българи в Дебърския, Скопския и Положкия край.
На преброяванията те обикновено се самоопределят като турци, албанци, а напоследък и като бошняци. Съюзът на македонците с ислямско вероизповедание, начело с Исмаил Бойда, се бори за установяване на македонска идентичност сред помаците в страната, а Партията за европейска иднина на Фият Цаноски – за установяване на самостоятелна торбешка националност.

### Албания
В Албания също са запазени отделни български мюсюлмански общности, предимно в Голо бърдо, където българите мюсюлмани в значителна степен са запазили езика и обичаите си. Част от голобърдчани имат българско самосъзнание, а част македонско.

### Косово
Мюсюлманска общност, говореща торлашки диалект, има и в разделената между Република Албания и Косово област Гора, в която част от населението също има българско самосъзнание. В близост до град Призрен в Косово са и ислямизираните области Подгор и Средска Жупа, чиито жители се наричат жупци.

## Статут в различните балкански държави
Статут в различните балкански държави на помаците не е един и същ. В Гърция те са считани за част от мюсюлманското малцинство редом с турците; В Албания са считани за част от македонското малцинство; В Македония имат статут на мнозинството от македонци, но пък те самите се приравнят към мюсюлманското малцинство редом до албанците.

## Език
Българите мюсюлмани не говорят единен диалект, а използват различни местни говори, вариращи според района на местоживеене. Тези диалекти в България са в процес на уеднаквяване със стандартния български, под влияние на медиите и образованието. Българският език, който се говори от балканските помаци, се е съхранил ососбено добре във високите дялове на планините. В него има множество архаични форми в граматичната структура и в речниковия фонд са еднакви с тези от книжните паметници на старобългарската култура
Българите мюсюлмани в Гърция са двуезични или немалко са изгубили българския си говор, тъй като гръцкото правителство дълго време преследваше говоренето на майчиния език и допуска образование единствено на турски език. През 1995 година Гърция обявява славянския език, разпространен сред помаците в Гърция, за „помашки език“ и издава речник с около 6500 думи. На следващата година последва издаване и на „помашка граматика“.
В Северна Македония говорът на помаците се уеднаквява със стандартния македонски език. В Голо бърдо и в Гора местните български диалекти са сравнително добре запазени, макар и подложени на силно албанско влияние.

## Произход
Съществуват различни тези за произхода на българите мюсюлмани. По-застъпени са следните:

### Ислямизирани славяноезични православни християни
Според най-разпространената версия българи мюсюлмани е обобщаващо название на всички българи, приели исляма по време на османското владичество. В подкрепа на тази версия е огромният брой исторически източници, между които и пътеписите на прочутия Евлия Челеби из цялата Османска империя и големия държавник и велик везир Мидхат паша. Последният, в своята статия „Турция: Минало, настояще, бъдеще“, публикувана във френското списание „Научен преглед за Франция и чужбина“, No 49, 1878 г., с. 1152, пише:
| „ | „... Между българите има повече от един милион мохамедани. В това число не влизат нито татарите нито черкезите. Тези мохамедани не са дошли от Азия, за да се установят в България, както обикновено се мисли. Това са потомци на същите тези българи, преобърнати в Исляма през епохата на завоеванията и следващите години. Това са чеда на същата тази страна, на същата тази раса, и от същото това коляно. А между тях има една част, които не говорят друг език освен български.“ | “ |

Мюсюлманите, които говорят само български, по думите на Мидхат паша, са именно помаците. За тях известният ирландски журналист Джеймс Баучер, живял в България от 1888 г. до смъртта си през 1920 г., като кореспондент на вестник „Таймс“, посещавал Родопите, срещал се с българи мохамедани, пише в своя статия: „Родопските помаци или по-точно – българите, приели насила исляма в епохата на завоеванията... са с по-чиста българска кръв, отколкото самите българи.“

## Причини за приемането на исляма
Съществуват различни тези за причините за приемането на исляма от българи. Причините за ислямизацията са комплексни, т.е. повече от една. На различните места, през различните периоди. Основната причина за ислямизацията е нуждата от мюсюлмани мъже за армията на Османската империя. Друга от целите на ислямизацията е създаване на население, което да е социална база на империята в местата, където няма турци колонисти или в трудно достъпни региони, където контрола на централната власт е слаб и са възможни бунтове. Тъй като Османската империя е държава на исляма тя се нуждае от определен дял мюсюлманско население особено в Балканските региони, независимо от неговия етнически произход. Затова с ислямизацията се създава социална база от вярно на империята население (изповядващо държавната доктрина – ислям).

##### Теза за насилственото приемане
Най-разпространетата теза в България е, че помаците са наследници на българи, които по комплексни причини (понякога чрез даване на привилегии, а друг път насила) са приели исляма по време на Османското владичество. Конкретните доказателства са малко и спорни. Основният документ в подкрепа на тезата, ръкописът на поп Методий Драгинов за ислямизирането на Чепино, е с оспорвана автентичност. Въпреки това обаче е реално да се очаква, че през неспокойни времена е имало и такива случаи. Според Страшимир Димитров през XVI в. е извъшена ислямизация на Родопите., а през XVII в. са помюсюлманчени и редица села в Северна и Южна България. Авторът отбелязва като аргумент рязката смяна на имената - от християнски на мюсюлмански, а османските регистри сочат за рязко намаляване на данък джизие(платим от християните)

##### Теза за приемането на исляма поради лошо третиране от църквата
Васил Априлов ни дава сведения, че голяма част от българите приели исляма, за да се отърсят от високите данъци, налагани им от „алчното гръцко духовенство“:
| „ | По филипополската епархия, в Румелия и отчасти Македония, по селата живеят българи, които изповядват мохамеданската вяра. Техният брой от двата пола е около 50 000 души. Те имат свои мечти [джамии], съблюдават правилата на корана във всички подробности; в семейния кръг и с останалите българи говорят на български език, а с гърците и турците – по турски. Личните им имена са също турски... Потурчването им е в живата памет на българите и гърците. Причината за преминаването им в исляма те преписват на митрополиите и архиепископите, които за да осигурят в Константинопол своите епархии с големи издръжки, довеждали със себе си тълпа користолюбци нападали като хищни зверове своите паства, стараейки се по всякакъв начин да изтръгнат и последната копейка. За да облекчат своята участ, много села преминали към мохамеданството. За да не последват примера им други, гръцките митрополити станали по-умерени. | “ |

Тези сведения по-късно са потвърдени и от французина Еужен Пужан:
| „ | В околностите на София живеят ренегати, познати под името помаци, които са прегърнали исляма вследствие на лошото третиране от страна на техния патриарх. | “ |

##### Теза за приемането на исляма с цел излизане от неравностойно положение
Тъй като Османската империя изградена на основата на милиетска система, неприелите исляма биват дискриминирани, а приемането му води до получаване на пълни права. Това стимулира поданиците ѝ да приемат исляма. Автори (Константин Иречек, Стоян Райчевски, Михаил Хитрово) посочват, че след падането под османска власт някои боляри са приели исляма, за да запазят привилегиите си. Същото са направили много богомили, а вероятно и немалко православни християни през османското владичество.

### Ислямизирани християни сектанти
Според друга версия, помаците, торбешите и пр. са наименования, които се отнасят днес до част от потомците на едно българоезично население на Балканите, изповядвало християнски ереси (павликянство, богомилство и др.), която се е ислямизирала по време на османското владичество. Павликяните са потомци на арменци-павликяни и техните последователи тондракити, преселени в Тракия и Родопите от иконоборските византийски императори през 8 век и следващите императори до 10 век включително, а богомилите са последователите на развилото се в средновековна България учение на поп Богомил, разпространило се според академик Димитър Ангелов в Мизия, Тракия и Македония. Българите християнски еретици (павликяни, богомили и др.) не принадлежали към официалното православие, с което били непримирими противници, ненавиждали са се и са враждували взаимно. Били преследвани както от Православната църква, така и от пред-османските власти, но по-късно били толерирани от османските власти. В Северна България през 1689 г., от военни съображения, османската власт заставила принудително българите -- християнски еретици от Ловешко, Тетевенско, Луковитско, бившата каза Мраморница и др. да преминат към някоя от разрешените в османската империя религии, което било съпроводено с бурни религиозни сътресения за жителите. Едни от българите християнски еретици възприели неохотно ненавистното им дотогава православие (в някои случаи – католичество) и се приобщили към българите християни, докато други преминали неохотно към исляма и започнали да се наричат помаци. Така че в Северна България помаци станали онези от българите християнски еретици, на които по догматични, икономически, семейни или други причини им било невъзможно да минат към православието. С течение на времето както името, така и религията на българите християнски еретици (павликяни, богомили и др.) потънали в забрава. Подобна е и съдбата на част от павликяните от историческа Армения, които са приели Исляма от арабите по време на войните между Халифата и Византия още през 7-и и 8-и век и са се изселили в Близкия изток.

### Ислямизирани бежанци от Полша
В средата на 19 век поляците лансират идеята, че помаците са потомци на бежанци от Полша. Това е било направено с цел спечелването на помаците на страната на окупирана Полша срещу Русия – нещо, което Османската империя принципно би трябвало да одобрява. Идеята не намира отзвук сред помаците, тъй като поляците не успяват да изложат никакви съществени доказателства в подкрепа на своята теза. Тази версия има връзка с мемоарите на Садък Паша (Чайка Чайковски или Михаил Чайковски), който обаче е по-конкретен. Той споменава за преселване на павликяни в Родопите през 1672 г. от Полско-литовската държава (Жечпосполита), която тогава е частично завладяна от турците.

### Ислямизация следствие албанския натиск
В Западна Македония съществува почти непрекъснат пояс от българомюсюлмани (помаци) от Грамос до Призрен. Като се започне от най-западните костурски села (изселени в Турция 1923 г.), Билища, Стружко и Раичко, Дримкол, Голобърдо и Дебърско (Поле, Жупа и Реканско) и Гора, включва също Кичево и кичевските помашки села, както и селата в Торбешията. Със засилването на албанския разбойнически натиск 18 – 19 век в контактната зона между българи и албанци води до масово изселване на българите християни, за да се защитят от албанските набези за тези, които искат да останат единственият шанс остава приемането на исляма. Този помашки пояс, който огражда Македония от запад дълго време, играе роля на бариера, ограничаваща албанското нахлуване и колонизиране на Македония. Тъй като Тетовско и Скопско са управлявани от ред албански полунезависими паши (заради слабата османска власт там в кърджалийските времена), тази бариера е прескочена и там има заселени много албанци. В Западна Македония е и последното ислямизирано българско село за Османското владичество, това е село Могорче. То е ислямизирино под натиска на албански башибозук 1877 г.

### Обособен самостоятелен етнос
Тази теза лансира, че помаците са отделен етнос, който има свой собствен език, история и обичаи. Бива развивана предимно от непомашки среди в Гърция, наред с тезата за отделен каракачански етнос, донякъде от среди в Сърбия, наред с тезата за отделен шопски етнос, и от македонистки среди в Северна Македония и извън нея. Напоследък има и помаци привлечени в поддръжката на тази теза.

## Последици от ислямизацията
Последиците от ислямизацията на българи са както положителни, така и отрицателни за българската народност.
Положителните последици са: основната – опазването на българските земи от още по-голяма колонизация на турци и албанци. Тъй като Османската империя се нуждае от определен дял мюсюлманско население, което да е база на държавната власт в предимно християнските области. Затова ако не бяха ислямизирани българи, то в тези земи трябва да бъдат населени други мюсюлмани – най-близките турци и албанци.
Друга положителна последица от ислямизацията е в Западните български земи, където приемането на исляма от местните българи изгражда на практика стена за албанското нахлуване в Македония. За разлика от Косово, където няма сърби мюсюлмани, там албанците нахлуват надълбоко в областта и почти я колонизират цялата. Или в Корчанско, където няма помаци цялото българско християнско население се изселва от региона с изключение на две села Бобощица и Дреново (които са лична султанска собственост и са защитени). Регионът много бързо се обезбългарява.
Друга положителна последица, особено в Тракия и Родопите, е защитата от гъркоманията и гърцизацията. Тъй като Родопите са обградени от силни центрове на елинизма – Пловдив, Асеновград, Одрин, Димотика, Гюмюрджина, Драма и Ксанти, от тези градове има силно гръцко влияние, което води до гърцизация на българите християни. В Тракия има определени етнографски групи на елинизирани българи християни – парапанковците. При помаците всякакво гръцко влияние по време на Османското владичество е невъзможно, тъй като са мюсюлмани. Така Родопите се обособяват като огромна българоговореща област в Южна Тракия, където гърцизацията е невъзможна. Това помага и на останалите българи християни да запазят езика си особено в крайните региони на планината, където контактите с тези големи градове са интензивни.
Отрицателните последици от ислямизацията са разбира се частичното отделяне на вече ислямизираните българи от основната маса на българския народ и създаваните чрез исляма главно на протурски, последствие и проалбански настроения (за помаците в Западна Македония), а в най-ново време и проарабски и панислямистки настроения. За това не малка вина има и българската държава с някои свои насилствени политики спрямо българите мюсюлмани. Доста често през 20 век възникват абсурдни ситуации, в които българи мюсюлмани желаят да се изселят от България, докато турци мюсюлмани не желаят. И всичко защото българската държава оказва натиск върху помаците за насилствена християнизация. Отрицателно влияние за отделянето на помаците от българския народ имат и турски и арабски целенасочени политики на специално „обгрижване“ на помаците. Основното направление за действието им е засилване на ислямизацията, тъй като религията е единственото, което свързва помаците с Турция, сред тях целенасочено се пропагандира дълбока религиозност. За разлика от етническите турци в България, които са силно европеизирани и модернизирани. Но тъй като сред турците в България има турско етническо самосъзнание и говорят турски език те не се нуждаят от толкова силна религиозност.

## Версии за етимологията на названието „помаци“
Най-разпространеното название на българомюсюлманска общност, „помаци“, се развива от „помагач“, „помачен“ или „поляк“.

### „Помагач“
Свързва се с това, че по време на османската власт помаците играели спомагателна роля в управлението на районите, в които живеят. Поради тези причини наименованието „помак“ спекулативно се смята, че произлиза от глагола „помага“. В османския и в днешния турски съществува буква наречена меко „г“ която днес се изписва така – ğ. Когато това „г“ се намира в някоя дума то не се чете или изговаря. Поради тази причина се смята, че османлиите, когато са изговаряли българската дума „помагачи“ за населението със специален статут, състоящо се най-вече от средите на еретиците, да не са изговаряли буквата „г“ и тя да е придобивала формата „помаачи“, от където да произлиза и наименованието „помаци“.
Според Хамер и Цинкайзен още в най-раните периоди, когато османските гарнизони се настанили на Балканския полуостров, от страна на османската власт били полагани особени усилия за откриването на два вида „нестандартни“ населения, сред които са били тюрките заселили се на Балканския полуостров преди османското нашествие и еретиците, които не изповядвали християнството по начина, който бил изповядван от католиците и православните. В първата група влизат – куманите, печенегите, огузите и прочее, а във втората група са описаните в корана хора на писанията, които не съдружавали с Бог (Отец) назовавайки го троица, и които не се молели на кумирите – икони. Поради тази причина в османските архиви еретиците били записвани като кристияни за разлика от останалите християни записани като гербан или кяфир (неверник). Като след откриването на тези населения османската власт ги поставяла в привилегировано положение. Според регистъра на войнуците в Ловешко от 1548 г. със специален статут са били и т. нар. „ямаци“, което в превод от османотурски език означавало „помагачи“. При определянето на населението като по-ямак или по-ямаци има вероятност да е произлязло и наименованието помак и помаци. Опитът обаче да се обясни думата „помак“ като се привличат ресурси от два различни неродствени езици (българското „по-“ и османотурското „ямак“) не е лингвистически издържан. Въпреки това независимо от произхода ѝ трябва да се има предвид, че османотурската дума била официална. Тя се ползва в историческите извори и се цитира от историците. По-вероятно е названието помак да идва от израза „пó ямак“ (в смисъл на „по-голям ямак“, подобно на „пó юнак“). Във връзка със споменатите тюрки е и едно обяснение на думата помак, като произлязла от диалектната туркменска дума – „парик“, означаваща „човек преминал в друга вяра“.
В своя пътепис „В недрата на Родопите“ Иван Вазов дава друго обяснение на произхода на „помаци“ от „помагачи“ – там той дава пример с въоръжените групи на помаци, участвали в потушаването на Априлското въстание през 1876 г. и по-конкретно в Батак и Брацигово. Такива са били помаците от с. Барутин, Доспатско и гр. Сърница. Участието на помаците в турската армия е било задължение, произтичащо от верската им принадлежност и фактът, че помаци са участвали в потушаването на въстанието не е достатъчен за обосноваване на връзката на етнонима с глагола „помагам“. Освен това широкоизвестен факт е, че по време на Възраждането формирането на българската нация е било основавано на верска, а не етническа принадлежност. Това довежда до допълнително противопоставяне на българите християни и българите мюсюлмани. В голяма част от Възрожденската литература и последващата политика на новоосвободената българската държава личи неприязънта към българите мюсюлмани. Това нарушава принципа за безпристрастност при търсенето на произхода и семантиката на етнонима „помак“.
За неоснователността на подобна теза изказва мнение П.П.Карапетров в 1893 г. в неговия сборник „Материали за описвание на града Панагюрище и околните му села“ посочвайки, че ако названието „помак“ произтичаше от „помагач“, то същото название трябва да е било отнасяно и към българите християни участвали в турската наборна войска. Известно е участието на българи християни във войните на Османската империя с австрийците, персите, кюрдите, маджарите и др.

### „Помачен“
Според тази версия, „помаци“ се развива от диалектизма „помака“ (мъчение, изтезание) и „помачен“ (измъчен, изтезаван).
При нея се изтъква най-вече верската страна на проблема – за това как и по какъв начин помаците са приели исляма. По този повод изтъкнатите османисти Махиел Кил, Иналджък и други изследвайки османските архивни документи, разясняват в своите публикации как се е развил този процес. Така например, според Махиел Кил, историци като Васил Кънчов, Марин Дринов и Петър Мутафчиев са считали за автентични летописите на поп Методий Драгинов от село Корово, отнасящ се за района на Чепинското корито. Летописите на поп Методий Драгинов са публикувани от Стефан Захариев, родом от Пазарджик, в неговото „Географско статистическо описание на Татар Пазарджишка каза“, отпечатано във Виена през 1870 г. Почти по същото време е отпечатан разказът „Второто разорение на България“ на известния руски историк Владимир Ламански, който описва насилствено ислямизиране на населението от егейското крайбрежие до Неврокопско, както и на района около Крупник и по-голямата част от Дунавска България по времето на султан Селим I (1512 – 1520). Към смятаните за автентични документи се отнасят и „Исторически бележник“, съдържащ ужасяващи детайли за този процес в Централните и Източните Родопи, а също и „Хрониката на манастира Света Петка“, „Беловската хроника“ и „Дряновския препис“, който е служел като допълнение към „История славянобългарска“. Не на последно място тук могат да се причислят и сборниците с документи, публикувани през втората половина на ХХ в., сред които може да се причисли и историческия роман на Антон Дончев „Време разделно „по която е създаден и филмът „Време разделно“ екранизиран през 1987 г., прожектиран нееднократно по кината и излъчван по телевизионните екрани. В книгата били събрани и подредени записките на двама души – на светогорски монах, наричан поп Алигорко и на френски дворянин, пленен при Кандия и приел исляма, наричан Венецианеца. И двамата описвали едно и също събитие свързано с разорението и помюсюлманчването на родопската долина Елинденя през лятото на 1668 година. Всички изброени дотук източници се смятали за автентични и на тях се е гледало като на основен източник на сведения за този период и от много наши съвременни историци. Оригиналите на историята на поп Методи Драгинов например, на „Второто разорение на България“ и на „Исторически бележник“ не са открити, за да се направи по-обстойна справка. Поради това те будят съмнение за автентичността си и често са смятани за възрожденски фалшификати. Изследваните от Кил османски архивни документи като цяло не дават ясна представа за разпространението на исляма сред помаците – дали то е било насилствено или доброволно. Това, което показват обаче, е много бавния процес на ислямизация. В този смисъл не може да се определи до каква степен думата „помак“ е свързана с думата „помъчен“, но е сигурно, че терминът се приема от авторите, които се базират и на споменатите по-горе източници. Тази етимология си е пробила път още по времето на Стою Шишков и е успяла да се наложи през 30-те години, достигайки и до наши дни.
Интересна подробност е, че рефлексът на старобългарския голям юс в Рупските говори не е а, за да даде помачен, а широко о(С мока се вади зоб на мож). Следователно рупчоският регионим, изведен от мъка би бил помоци. Рупските говори обхващат села, населени предимно с българи християни – Смолянско, Чепеларско, Хвойна, Павелско, Широка лъка, Стойките. В същото време рефлекс на старобългарския голям юс в а откриваме в Девинския край, Гоцеделчевско и Пиринска Македония. Това са райони, в които живеят голяма част от българите мюсюлмани. Там рефлексът е чисто а – С мака са вади заб на маж, р̀ака, каща, пат, васеница, ваглен, и т.н. Тук регионимът изведен от мѫка е помачен. (Срв. с диал. в с. Селча, Девинско). Отбелязаните езикови различия са свързани с диалектните особености на българския език, но не и с религиозните различия на населението. Независимо от диалектните форми в Родопите, официалната версия за произхода на наименованието е свързана със Северна България и по специално Луковитско и Тетевенско.
Версията за произхода на „помаци“ от диалектизма „помака“ и „помачен“ влиза в противоречие с факта, че има и не малко еретици – павликяни, които са приели без насилие исляма, видно от докладите на католическите мисионери.

### „Помáкан, помáчен (оземлен, стопанин)“
Според тази версия думата "помак“ възниква най-напред в българската християнско-еретическа езикова среда на Северна България (Ловешко, Тетевенско, Луковитско, Белослатинско). Произлиза от някогашната диалектна северно-българска дума „мáка“ означаваща имот, собственост, стопанство, чрез изразите „помáкан, омáкан, омáчен, помáчен“ в смисъл на „оземлен, поземлен, стопанин“, снабден с гарантирана „мáка“, за разлика от българите-християни, които преди обявяването на Танзимата през 1839 г. не са притежавали гарантирана „мáка“. Думата „мáка“ има явна връзка с арменското „маки“, означаваща имотно състояние, изразено в брой овце, крави и камили.

### „Поляк“
През 1672 г., когато османските турци завладяват областта Каменец Подолски (Подолие), по това време част от Полско-литовската държава (Жечпосполита), тамошни арменци павликяни са преселени в Пловдивско, Родопите и на други места в европейската част на Османската империя. Тези павликяни приемат исляма и според Садък Паша – Михаил Чайковски (1804 г. – 1886 г.) – от името „поляк“ – „поляци“ се е добило разваленото име „помак“ – „помаци“. Привидно потвърждение на тази теза е и наличието на множество руси и синеоки хора сред помаците – признак, донякъде характерен за поляците, но известна част от арменците павликяни също имат подобен външен облик и следователно трудно е на тази основа да се правят някакви сериозни изводи, особено като се има предвид, че тук се прави опит само за едно обяснение на произхода на думата помак, което може да няма никаква връзка с етническата принадлежност на помаците. Това обяснение на думата „помак“, свързано с преселването на павликяните от Полша, не е достатъчно аргументирано.

### „Помакс“
Ненаучни тълкувания на гръцки ентусиасти извеждат произхода на името от някаква староогръцката дума Помакс, която означавала пиячи. Тракийското население, което живеело по тези земи, било известно със страстта си към виното и алкохола. Такава дума обаче не е засвидетелствана в старогръцки текстове (нито впрочем в новогръцки). Тази теория е оборвана от известни със своята научна прецизност гръцки историци, които без никакво колебание приемат българската етимология на името. Дали такава дума е съществувала на старогръцки може да се провери във всеки речник на старогръцкия език. Може да се провери и какво е отношението на исляма към алкохола, защото помаците изповядват тази религия. (Ислямът идва на много по-късен етап.)

## Опити за обособяване
След Берлинския договор под влиянието на английския офицер от полски произход Сенклер Тъмръш заедно с други 20 помашки села от поречието на Въча и Девинския край отказват да признаят автономното управление на Източна Румелия със седалище в Пловдив и остават „непридадени“ към нея. Под ръководството на Ахмед ага Тъмръшлията от село Тъмръш се образува така наречената „Помашка“ или „Тъмръшката република“. Привеждат се различни причини за отцепването: икономически, чуждо влияние и доминиращото в Източна Румелия православие. След анексията на Източна Румелия от Княжество България през 1885 тези части на Родопите по силата на Топханенския акт са върнати на Османската империя, а по време на Балканската война (1912) са присъединени към България.
След 16 август 1913 г. е обявена Гюмюрджинската република. Турци и помаци провъзгласяват автономия за територията между Марица, Места и Арда и учредяват така нареченото „Независимо западно-тракийско правителство“, начело с ходжа Сали Ефенди (Хафъз Сали), помак от село Пандъджък.
В края на август и началото на септември 1913 г. в района на Дьовлен (Девин) избухва въстание, което обхваща и околните села в Западните и отчасти Централните Родопи.
От 1942 до 1946 г. в пограничните райони на Южните Родопи върлували помашки партизански чети подкрепяни от англичаните. Най-известният сред водачите на тези чети е Алиреза Кехайов от село Чавдар, Доспатско. След неуспеха на тези чети да отделят помашкия район на Родопите от България с помощта на англичаните, голяма част от партизаните сред които бил и Алиреза Кехайов, избягала в Турция. Това била и причината за започване на кампания за интерниране на пограничното помашко население в Северна България от 1949 до 1951 г.

## Промени на идентичността на общността в България
Първото масово покръстване се провежда през 1881 година от ловешкия епископ Натанаил Охридски, който изпратил мисионери да покръстят помаците в подведомствената му епархия, а правителството отпуснало специални поощрителни средства за целта. Две години по-късно сред помаците започнали да развиват дейност и протестантите-евангелисти, а по същото време в Предбалкана пристигнали суфии, изпратени от Истанбул. Набедени, че съдействат на помаците да емигрират, те били екстрадирани, за да не пречат на започналия процес на християнизация. В това отношение активна роля играели местните власти, църквата и училищният инспекторат. Приемането на християнството било свързано и с натиск и икономическа принуда. В началото правителството приело акта на покръстването с голямо удовлетворение и отпускало финансови средства. Но на заседанието си от 1 септември 1881 г. Министерският съвет приел решение да не се дават никакви парични помощи на частни лица помаци.
Второто масово, насилствено покръстване се провежда в разгара на Балканската война през 1912 г. – 1913 г., което е съпроводено с палежи на населените места и кланета на мирното население. Особено големи жестокости са извършени в селата Жижево, Црънча, Бръщен, Триград, Мугла и Тъмръш. Същите и други населени места впоследствие са заселени от избягали помаци от районите на днешна Северна Гърция от селата Тисово, Почен, Борен, Шурдилово, Манастир и други повече над 100 села, прогонени от гръцките власти през тези периоди които намират убежище в Турция и в България. Правителството на Васил Радославов обаче, с цел да спечели гласовете на мюсюлманите и да си обезпечи мнозинство в Народното събрание с оглед присъединяването на България към Централните сили по време на Първата световна война разрешава и позволява обратния процес за възстановяване на ислямската и етническата им принадлежност и самоопределяне.
През 1917 година отново са проведени масови репресии над помаците от Гюмюрджинско, Драмско и Неврокопско. Населението е принудено да работи ангария, имуществото му е ограбено, жителите са отвличани, убивани и изнасилвани. Имотите и добитъкът са конфискувани. През тази година и период са предприети едни от най-масовите гонения и изселвания от тогавашните български власти на местното помашко население от тези територии към Турция. След подадени жалби и сигнали от пострадали жители от българските територии до Правителството и Народното събрание на България, репресиите на българските власти са преустановени, при което след Първата световна война част от помаците в пограничните територии и селата от Гърция поради гоненията от гръцките власти и от българските Михайловистки чети, навлезли на гръцка територия, започнали да се заселват в запустелите и опожарени села по южната граница в България. Голяма част от сегашното население на тези български села са бежанци или наследници на бежанците от заличените впоследствие села, находящи се понастоящем в северната част на Гърция. След окончателното поставяне на телените заграждения по границата, продължаващата тиха асимилация и натиск на властите, в знак на привързаност и носталгия по родните места, голяма част от бежанците в България се именували и приели фамилни имена на родното си място от което са прогонени, като Поченски, Тисовски, Буренски, Манастирски, Църънски, Драмски, Кавалски, Шурдилови и други подобни, до окончателната им промяна на фамилиите според съвременната именна българска система през следващите възродителни процеси.
Третото масово покръстване е през 1942 година. То се подпомага от движението „Родина“, създадено от български интелектуалци сред които били учителите Ат. Караманджуков, Тодор Петков и завършилият Пловдивската духовна семинария Петър Маринов. След 9 септември 1944 година „Родина“ е набедена, че е фашистка организация и дейността ѝ се прекратява, като арабско-мюсюлманските имена на помаците са възстановени. Покръстването не е масов феномен, а отделни хора и семейства преминават към християнството. Все пак членове на организация „Родина“ забраняват носенето на някои традиционни символи и насилствено сменят турските и арабските имена със славянски.
На среща с ръководството на Българската комунистическа партия (БКП) през лятото на 1949 година Йосиф Сталин му дава указания за организиране сред помаците на „движение за православна вяра“. В периода след 1953 година властите започват кампания срещу ролята на мюсюлманската религия сред българските помаци. Тя започва с т.нар. паспортизация, която изисква жените да бъдат снимани с открити лица и продължава с редица други мерки срещу религията. С решението на Политбюро на ЦК на БКП от 17 ноември 1956 г. се предвиждат мерки за „народностното осъзнаване на българите с мюсюлманско вероизповедание“, като се акцентира на доброволността и на необходимостта от постигане на идейна убеденост. През този период се провежда кампания по „разфереджаване“, която се засилва особено след 1959 г. и на някои места (Барутин, Аламовци, Доспат, Туховища и други) е насилствена. В края на 50-те и началото на 60-те години се засилват процесите на смяна на арабско-мюсюлманските имена на българите мюсюлмани с български християнски имена. Тя е предимно доброволна и обхваща главно местния елит и номенклатура, партийни членове, членове на казионни организации.
По време на т.нар. Възродителен процес през 70-те и 80-те, насилствено са сменени имената на всички помаци в България. Много помаци, вместо да приемат нови имена, емигрират в Турция.
През 1989 г. се провежда кампания за насилствено премахване на традиционните носии на помаците в Тетевенско.
След 1989 г. в Източните Родопи започва процес на покръстване на немалко българи мюсюлмани. Роля в този процес има отец Боян Саръев, който е бивш мюсюлманин и полицай, приел християнството и станал свещеник.
Първоначално Боян Саръев започнал да посещава по време на литургии църквата „Св. Георги Победоносец“ в Кърджали. Там той се запознал с някой си Никола Ламбев, от когото вземал християнска литература. След като изучил основните обреди, облякъл расото и с тамошния отец Иван Бонев започнали заедно да отслужват литургиите. По същото време покръстил двете си деца, а заедно с това сключил църковен брак и със съпругата си. През 1989 г. Христофор Събев, водач на Християнския съюз „Спасение“ участващ в коалицията СДС, посетил Боян Саръев в църквата, където служел, и там те се запознали. Малко след което в медийното, а не след дълго и в интернет пространството той получил популярност.
Втората среща между Хр. Събев и Боян Саръев се състояла на 10 ноември 1989 г. в София, където му се възложило задача свързана с помаците в Родопите, които той трябвало да призовава към „своите корени“. На 18 април 1990 се състояла среща между Боян Саръев, негови съмишленици и Иван Караджов, на която среща се взело решение да се създаде дружество „Св Йоан Претеча“. На 27 май 1990 г. бил обявен за дякон, а по-късно и за отец в Пловдивската епархия, а също бил назначен и за свещеник в църквата „Успение Пресвета Богородица“ в кърджалийския квартал Гледка.